# أوزغور يلماز
أوزغور يلماز (بالتركية: Özgür Yılmaz)‏ هو لاعب كرة قدم تركي في مركز الدفاع، ولد في 7 مارس 1986 في إسطنبول في تركيا. لعب مع غيرسون سبور.

## وصلات خارجية
- أوزغور يلماز على موقع اتحاد تركيا (لاعب) (الإنجليزية)
- أوزغور يلماز على موقع قاعدة بيانات كرة القدم.إي يو (الإنجليزية)
- أوزغور يلماز على موقع Soccerway.com (الإنجليزية)
- أوزغور يلماز على موقع عالم كرة القدم.نت (الإنجليزية)